# Svømning under sommer-OL 2012 - 4 x 100m fri kvinder
Konkurrencen i 4 x 100m fri for kvinder blev afholdt 28. juli i Aquatics Centre London.

## Rekorder
Inden konkurrencen var verdensrekorden og den olympiske rekord følgende:
| Verdensrekord   | Holland · Inge Dekker (53.61) · Ranomi Kromowidjojo (52.30) · Femke Heemskerk (53.03) · Marleen Veldhuis (52.78) | 3:31.72 | Rom, Italien  | 26. juli 2009   |
| Olympisk rekord | Holland · Inge Dekker (54.37) · Ranomi Kromowidjojo (53.39) · Femke Heemskerk (53.42) · Marleen Veldhuis (52.58) | 3:33.76 | Beijing, Kina | 10. august 2008 |

Følgende rekord blev opnået under konkurrencen
| Olympisk rekord | Australien · Alicia Coutts (53.90) · Cate Campbell (53.19) · Brittany Elmslie (53.41) · Melanie Schlanger (52.65) | 3:33.15 | 28. juli 2012 |

## Resultater

### Heats
| Ranc. | Heat | Bane | Nationalitet   | Navne | Tid     | Noter |
| ----- | ---- | ---- | -------------- | --- | ------- | ----- |
| 1     | 2    | 3    | Australien     | Emily Seebohm (54.24) Brittany Elmslie (53.41) Yolane Kukla (54.61) Libby Trickett (54.08)                | 3:36.34 |       |
| 2     | 1    | 4    | USA            | Lia Neal (54.15) Amanda Weir (54.37) Natalie Coughlin (54.08) Allison Schmitt (53.86)                     | 3:36.53 |       |
| 3     | 2    | 4    | Holland        | Marleen Veldhuis (54.73) Inge Dekker (53.79) Hinkelien Schreuder (55.62) Femke Heemskerk (53.59)          | 3:37.76 |       |
| 4     | 1    | 6    | Kina           | Tang Yi (53.86) Qiu Yuhan (54.85) Wang Haibing (54.14) Wang Shijia (55.06)                                | 3:37.91 |       |
| 5     | 1    | 5    | Japan          | Haruka Ueda (54.22) Yayoi Matsumoto (54.23) Miki Uchida (54.47) Hanae Ito (55.14)                         | 3:38.06 |       |
| 6     | 2    | 2    | Danmark        | Pernille Blume (54.44) Mie Nielsen (54.49) Lotte Friis (55.97) Jeanette Ottesen Gray (53.19)              | 3:38.09 |       |
| 7     | 1    | 2    | Storbritannien | Amy Smith (54.29) Jess Lloyd (54.53) Caitlin McClatchey (54.64) Rebecca Turner (54.75)                    | 3:38.21 |       |
| 8     | 1    | 3    | Sverige        | Sarah Sjöström (54.31) Michelle Coleman (54.14) Ida Marko-Varga (54.57) Gabriella Fagundez (55.19)        | 3:38.21 |       |
| 9     | 2    | 5    | Tyskland       | Britta Steffen (54.43) Silke Lippok (55.30) Lisa Vitting (54.77) Daniela Schreiber (54.66)                | 3:39.16 |       |
| 10    | 1    | 7    | Rusland        | Veronika Popova (54.30) Nataliya Lovtsova (55.00) Viktoriya Andreyeva (55.27) Margarita Nesterova (55.02) | 3:39.59 |       |
| 11    | 2    | 6    | Canada         | Victoria Poon (54.67) Julia Wilkinson (54.38) Samantha Cheverton (54.93) Heather Maclean (55.62)          | 3:39.60 |       |
| 12    | 2    | 7    | Italien        | Alice Mizzau (55.17) Federica Pellegrini (54.28) Laura Letrari (55.74) Erika Ferraioli (54.55)            | 3:39.74 |       |
| 13    | 1    | 8    | Hviderusland   | Aleksandra Gerasimenya (53.85) Svetlana Khokhlova (54.96) Oksana Demidova (55.94) Yuliya Khitraya (55.92) | 3:40.67 |       |
| 14    | 2    | 1    | New Zealand    | Tash Hind (55.93) Penelope Marshall (55.82) Amaka Gessler (55.77) Hayley Palmer (55.03)                   | 3:42.55 |       |
| 15    | 1    | 1    | Ungarn         | Ágnes Mutina (56.05) Evelyn Verrasztó (55.80) Éva Risztov (57.81) Eszter Dara (55.13)                     | 3:44.79 |       |
| 16    | 2    | 8    | Grækenland     | Theodora Drakou (55.42) Nery Mantey Niangkouara (55.52) Theodora Giareni (57.26) Kristel Vourna (57.35)   | 3:45.55 |       |

### Finale
| Ranc.  | Bane | Nationalitet   | Navne                                                                                            | Tid     | Noter  |
| ------ | ---- | -------------- | ------------------------------------------------------------------------------------------------ | ------- | ------ |
| Guld   | 4    | Australien     | Alicia Coutts (53.90) Cate Campbell (53.19) Brittany Elmslie (53.41) Melanie Schlanger (52.65)   | 3:33.15 | OR     |
| Sølv   | 3    | Holland        | Inge Dekker (54.67) Marleen Veldhuis (53.80) Femke Heemskerk (53.39) Ranomi Kromowidjojo (51.93) | 3:33.79 |        |
| Bronze | 5    | USA            | Missy Franklin (53.52) Jessica Hardy (53.53) Lia Neal (53.65) Allison Schmitt (53.54)            | 3:34.24 | AM, NR |
| 4      | 6    | Kina           | Tang Yi (53.58) Qiu Yuhan (54.49) Wang Haibing (54.03) Pang Jiaying (54.65)                      | 3:36.75 |        |
| 5      | 8    | Storbritannien | Amy Smith (54.27) Francesca Halsall (53.29) Jess Lloyd (54.65) Caitlin McClatchey (54.81)        | 3:37.02 |        |
| 6      | 7    | Danmark        | Pernille Blume (54.52) Mie Nielsen (54.04) Lotte Friis (55.72) Jeanette Ottesen Gray (53.24)     | 3:37.45 |        |
| 7      | 2    | Japan          | Haruka Ueda (54.34) Yayoi Matsumoto (54.52) Miki Uchida (54.43) Hanae Ito (54.67)                | 3:37.96 |        |
| –      | 1    | Sverige        | Michelle Coleman (54.57) Sarah Sjöström (53.91) Ida Marko-Varga (55.01) Gabriella Fagundez       | DISK    |        |